# NSB
Az NSB a Norges Statsbaner rövidítése, magyarul Norvég Államvasutak. Norvégia legnagyobb vasúti személyszállító vasúti cége, ezenkívül a legnagyobb norvég busztársaság üzemeltetője is.

## Története

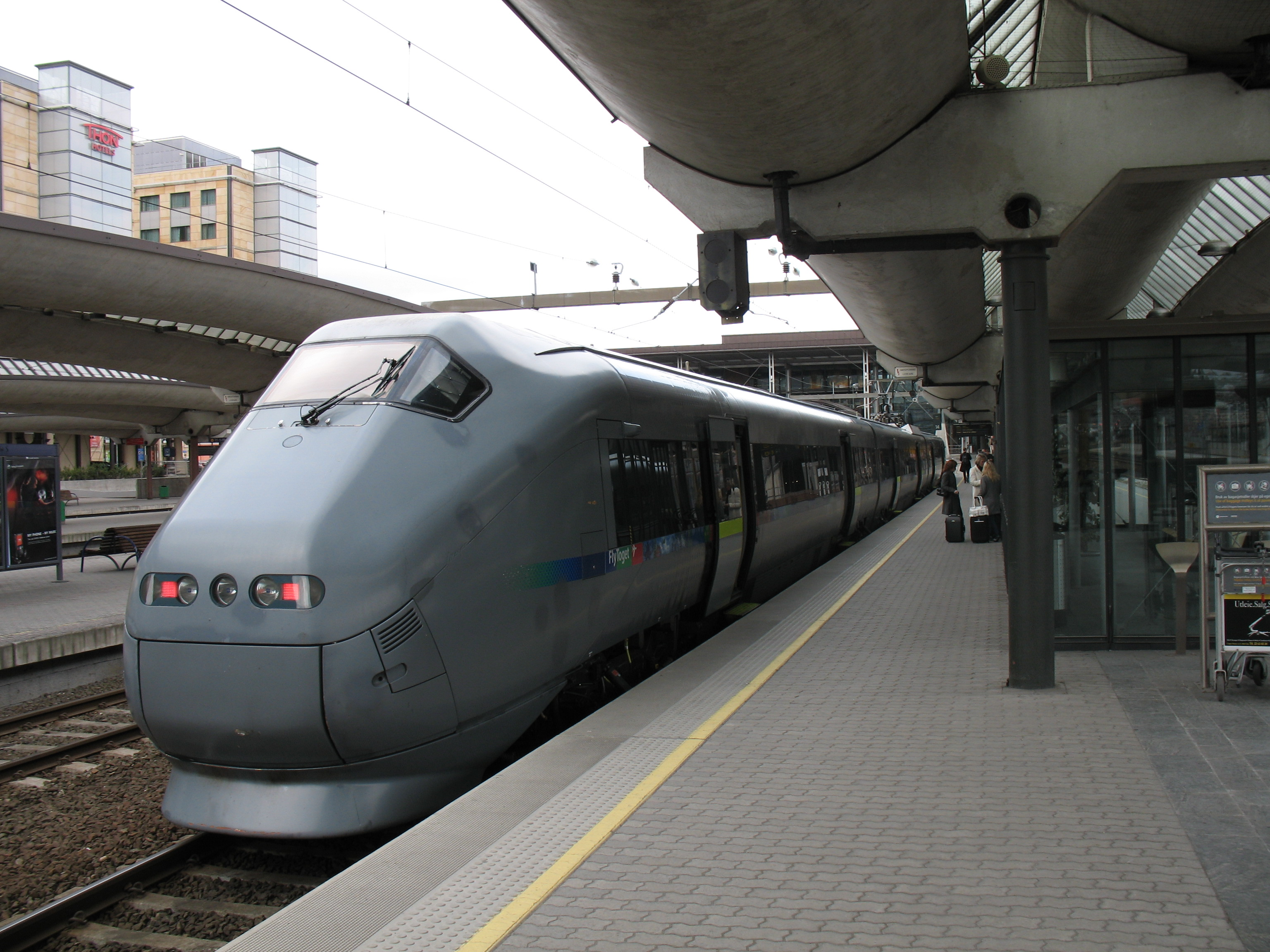
Egy NSB 71 sorozatú motorvonat a Gardermobanen vonalon

Az első norvég vasútvonal Hovedbanen és Oslo között nyílt meg 1854. szeptember 1-jén. A 68 km hosszú vonal vége a Mjøsa tó, ahol gőzhajóval lehetett továbbutazni Lillehammerbe.
A következő megépült vasútvonal volt az első államvasút. 1862. június 23-án Hamar-Grundsetbanen között nyílt meg. Ezt követte Kongsvingerbanen és Lillestrøm, Kongsvinger közötti vasútvonal, amely összeköttetést teremtett Svédországgal.
A következő években több vasútvonal nyílt meg: Randsfjordbanen (1868), Drammenbanen (1872), Rørosbanen (1877), Jærbanen (1878), Østfoldbanen (1879 és Indre Østfoldbanen 1882-ben) és Vestfoldbanen és Meråkerbanen 1882-ben.

## Szolgáltatások
Az NSB többféle vonatkategóriát is üzemeltet: személyvonatokat, expresszeket, regionális vonatokat

### Expressz vonatok
Az alábbi útvonalakon közlekednek:
- Oslo – Trondheim (Dovrebanen) (via: Lillestrøm, Oslo Airport Gardermoen, Hamar, Brumunddal, Moelv, Lillehammer, Hunderfossen, Ringebu, Vinstra, Kvam, Otta, Dovre, Dombås, Hjerkinn, Kongsvoll, Oppdal, Berkåk, Støren, Heimdal, Trondheim S)
- Oslo – Bergen
- Oslo – Kristiansand – Stavanger

### Regionális vonatok

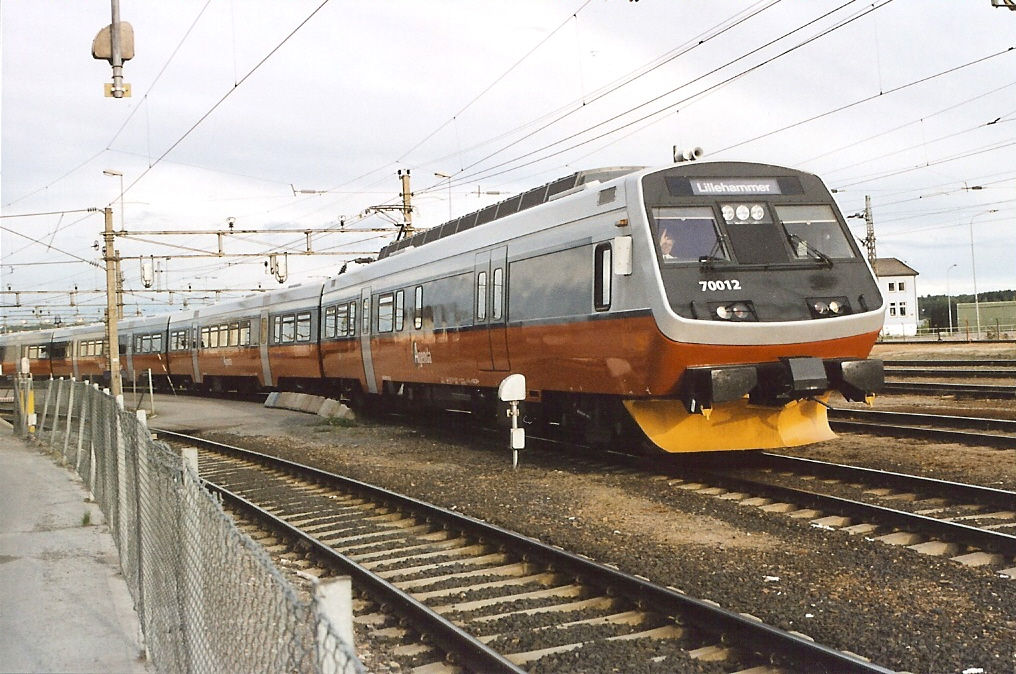
NSB InterCity Express BM70 vonat Hamarban

Az NSB az alábbi vonalakon üzemeltet:
- Trondheim – Bodø (Nordlandsbanen)
- Trondheim – Östersund (Svédország) (Meråkerbanen)
- Trondheim – Røros (Rørosbanen)
- Trondheim – Oppdal (Dovrebanen)
- Røros – Hamar (Rørosbanen)
- Dombås – Åndalsnes (Raumabanen)

### Személyvonatok

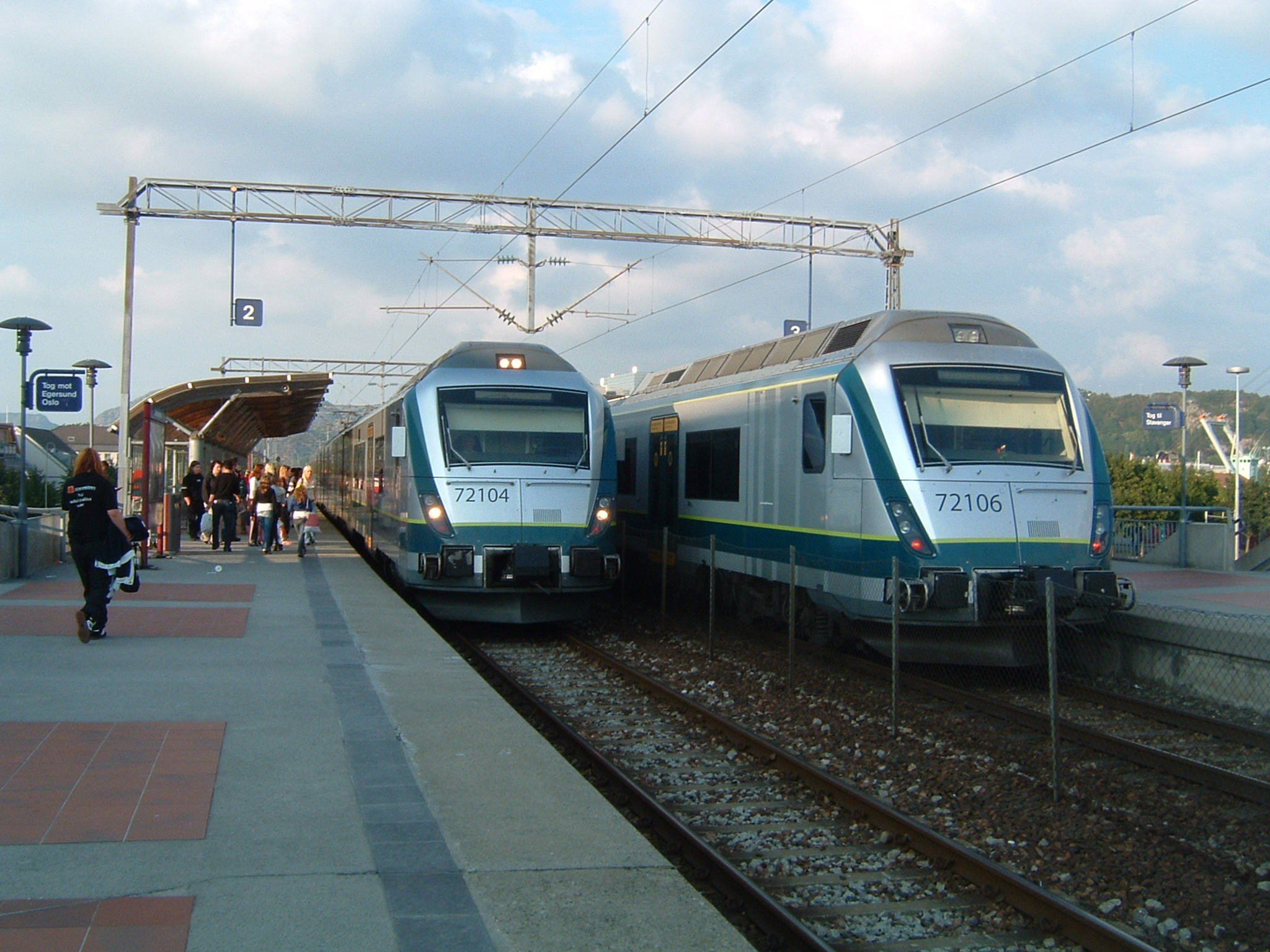
NSB 72-es sorozatú motorvonat Sandnes állomáson

Around Oslo the following services are provided: (BM69 és BM72)
- Drammen – Asker – Oslo – Lillestrøm (Hovedbanen és Drammensbanen)
- Drammen – Skøyen – Oslo – Jessheim – Dal (Hovedbanen és Drammensbanen)
- Eidsvoll – Oslo – Drammmen – Kongsberg (Hovedbanen és Sørlandsbanen)
- Skøyen – Årnes – Kongsvinger (Kongsvingerbanen)
- Skøyen – Oslo – Ski (Østfoldbanen)
- Spikkestad – Oslo – Moss (Spikkestadlinjen és Østfoldbanen)
- Skøyen – Oslo – Mysen – (Rakkestad) (Østfoldbanen)

Egyéb vasútvonalak:
- Stavanger – Egersund (Sørlandsbanen) BM72-vel
- Bergen – Voss – Myrdal (Bergensbanen) BM69-cel
- Lerkendal – Trondheim – Steinkjer (Nordlandsbanen) dízel BM92-vel
- Porsgrunn – Notodden (Bratsbergbanen) Y1 osztályú motorkocsival
- Arendal – Nelaug (Arendalsbanen) BM69-cel

## Gördülőállomány

### Mozdonyok

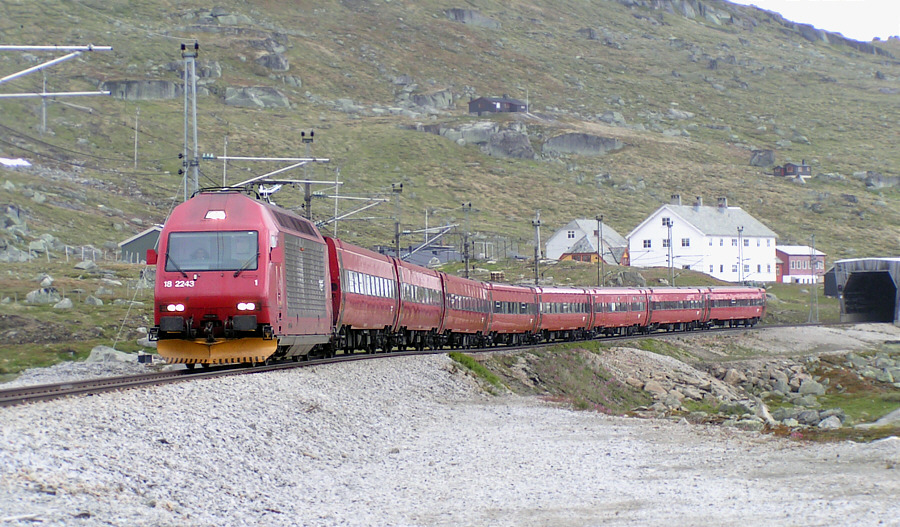
NSB El 18-as sorozat egy expressz vonattal a Bergensbanen vonalon

- 2 db Di 2 sorozatú dízel tolató mozdony
- 5 db Di 4 sorozatú dízel mozdony, legnagyobbrészt a Nordlandsbanen használja.
- 3 db El 17 sorozatú villamos mozdony, jelenleg átállító szolgálatban használják. További 6 db El 17 közlekedik a Flåmsbanánál.
- 22 db El 18 sorozatú, a SBB-CFF-FFS Re 460 sorozatával rokon villamos mozdony, villamosított fővonalakon használják az összeset.

### Villamos motorvonatok
- 80 db BM69 sorozatú két- és háromrészes előváros motorvonat, Oslo, Bergen és Arendal környéki forgalomra.
- 16 db BM70 sorozatú négyrészes intercity motorvonat (közepes távolságokra), Oslo körül használják.
- 36 db 72 sorozatú négyrészes elővárosi motorvonat, Oslo és Stavanger környéki forgalomra.
- 16 db BM73 sorozatú négyrészes távolsági motorvonat, Bergensbanen, Dovrebanen és Sørlandsbanen használja.
- 6 db BM73b sorozatú négyrészes motorvonat, a (BM73) intercity verziója, Østfoldbanen használja.

### Dízel motorvonatok

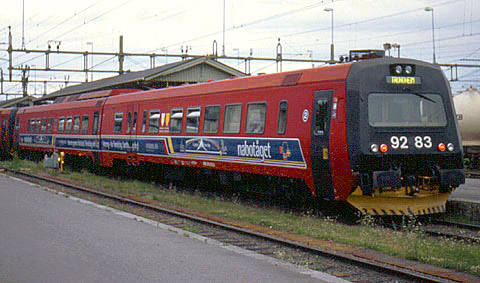
NSB 92-es sorozat 2003-ban

- 14 db BM92 sorozatú kétrészes előváros motorvonat Trondheim és Rørosbanen környéki forgalomra.
- 15 db BM93 sorozatú kétrészes motorvonatok távolsági és intercity-forgalomra a Rørosbanen, Nordlandsbanen és Raumabanen vonalakon. A Bombardier Talent motorvonatcsalád tagja.

## Lásd még
- Norvég mozdonyok és motorvonatok listája